# ピエール1世 (アランソン伯)
アランソン伯ピエール1世（フランス語：Pierre I, comte d'Alençon, 1251年 - 1284年4月6日）は、フランス王ルイ9世とマルグリット・ド・プロヴァンスの息子。アランソン伯（在位：1269年 - 1284年）、ブロワ伯およびシャルトル伯（在位：1284年）、ギーズ領主（在位：1272年 - 1284年）。また、ペルシュ伯でもあった。

## 生涯
ピエールは、父ルイ9世が第7回十字軍を率いていた時に、エルサレム王国のアトリットで生まれた 。フランスに戻った後は、アランソン伯位を与えられる1269年までパリに住んだ。1270年にピエールは父が率いた第8回十字軍に加わってチュニスに向かったが、十字軍兵士の間に赤痢が流行し大きな被害を受けたため、この遠征は失敗に終わった。父と兄ジャン・トリスタンはこの病で死去した。
1270年の父ルイ9世の死により、兄フィリップ3世がフランス王に即位した。フィリップ3世が即位後最初に行ったことの一つは、自らが死去した場合にはピエールを摂政とすることであった。この頃、ハンガリーの司祭アンドラーシュとピエールは親しくなった。アンドラーシュはシャルル・ダンジューのイタリア遠征に関する歴史書を書き、それをピエールに捧げた。
1282年12月、シチリアの晩祷の際に、ピエールは叔父シャルル・ダンジューを支援するため、軍を率いてナポリへと向かい、レッジョ・ディ・カラブリアにとどまった。1283年1月にはレッジョの郊外カトナに滞在し、そこでピエールはアラゴンの傭兵に攻撃され殺害された。遺体はパリに運ばれて埋葬され、心臓はサン＝ジャック通りのジャコバン修道院に収められた。ピエールは死去した時には生存する男子がなく、アランソン伯領は王家に戻された。妃ジャンヌ・ド・シャティヨンは再婚せず、1286年にシャルトルをフランス王フィリップ4世に売却した。ジャンヌの死後、ギーズとブロワはシャティヨン家の従兄弟の手に渡った。

## 結婚

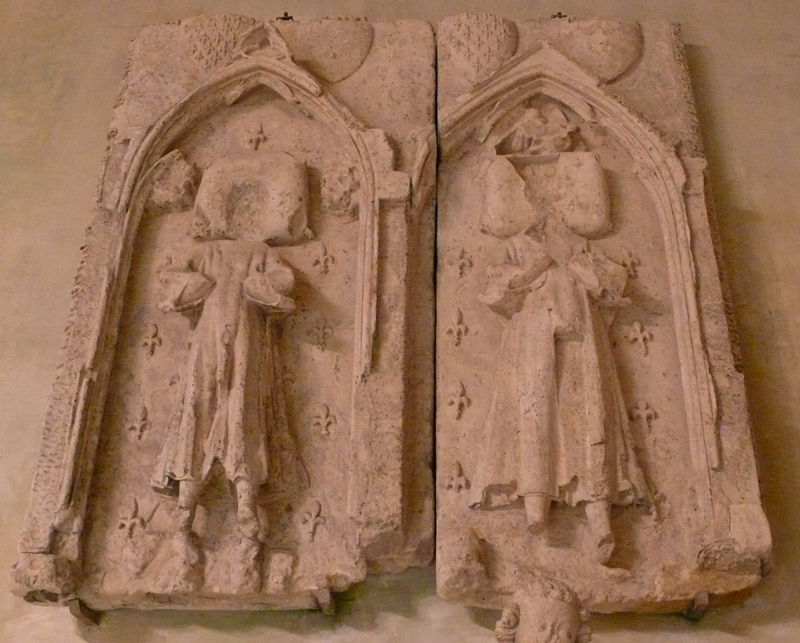
ピエールの息子たちの墓

1272年にブロワ女伯ジャンヌ・ド・ブロワ＝シャティヨンと結婚し、ピエールにブロワ、シャルトルおよびギーズをもたらした。以下の子女をもうけた。
- ルイ（1276年 - 1277年）
- フィリップ（1278年 - 1279年）